# Dyminy (Kielce)

Dzielnice i osiedla Kielc, Dyminy mają na mapie nr 51

Dyminy, Kielce-Dyminy (oficjalnie Dyminy-Wieś) – dzielnica przemysłowo-mieszkaniowa w południowej części Kielc powstała w 1979 roku u podnóża Pasma Dymińskiego. Zajmuje ok. 6 km² (razem z obszarem niezabudowanym). Charakter przemysłowy ma część dzielnicy położona na zachód od ul. Ściegiennego a także na południe od ul. Sukowskiej, na pozostałym obszarze (ponad 2 km²) brak zabudowy lub występuje zabudowa mieszkaniowa niskiej intensywności.
Przy ulicy Sukowskiej znajduje się kościół parafialny pod wezwaniem Matki Bożej Fatimskiej.

## Historia
Miejscowość założona w 1351 roku lub wcześniej.
W 1919 w Dyminach znajdował się Szpital dla Koni Nr 6 - jednostka służby weterynaryjnej Wojska Polskiego.
Do 1954 roku siedziba gminy Dyminy. W latach 1954–1972 wieś należała i była siedzibą władz gromady Dyminy. 
Od 1979 w granicach Kielc.